# Sideris Tasiadis
Sideris Tasiadis (* 7. května 1990 Augsburg) je německý vodní slalomář, kanoista závodící v kategorii C1.
Na Letních olympijských hrách 2012 v Londýně získal stříbrnou medaili, tentýž rok vyhrál evropský šampionát ve vodním slalomu. V roce 2013 vybojoval na Mistrovství Evropy stříbro v individuálním závodě i v závodě hlídek C1, o dva roky později získal stříbro v individuálním závodě. Z mistrovství světa 2010, 2011, 2013 a 2015 má stříbrné medaile ze soutěže družstev. V sezónách 2013 a 2017 vyhrál celkové hodnocení Světového poháru v kategorii C1. Na ME 2017 vyhrál závod hlídek. Z LOH 2020 v Tokiu si přivezl bronzovou medaili z individuálního závodu.